# Piramutaba
A piramutaba (Brachyplatystoma vaillantii), piramutava, piramutaua, ou piramutá, é uma espécie de bagre da família Pimelodidae nativa das bacias dos rios Amazonas e Orinoco e dos principais rios das Guianas e Nordeste do Brasil. Seu nome vem da língua tupi e provavelmente significa "peixe de bigodes".

## Etimologia
Piramutaba, e todas as variantes do nome, provém do tupi piramotá, sendo provavelmente uma composição de pirá, peixe, e amotaba, bigode.

## Distribuição
É uma espécie muito difundida que se encontra em rios e estuários das bacias hidrográficas do Amazonas e Orinoco, Guianas e nordeste do Brasil.

## Descrição
Cresce até 150   cm.  Dorso escuro a cinza claro ou marrom, sem manchas ou listras. Ventrum muito mais pálido para dar um sombreamento impressionante.
É inteiramente piscívoro, predando loricariídeos e outros peixes de fundo.

## Ecologia
É encontrado em sistemas de água doce e salobra. É um peixe demersal potamódromo que comumente habita águas lamacentas e canais fluidos mais profundos. Os juvenis e subadultos são migratórios.